# VY Canis Majoris

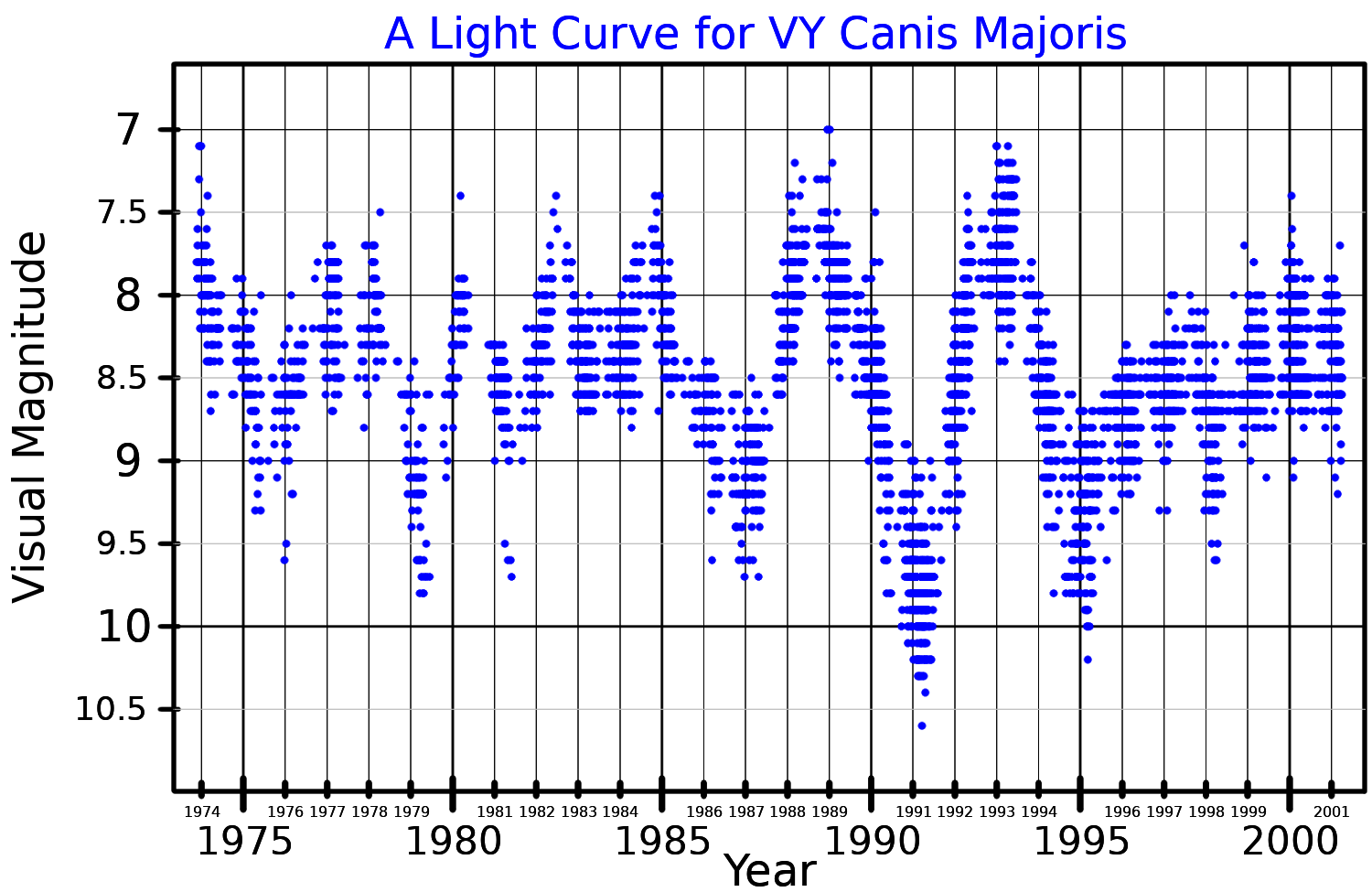
Lichtkromme van VY CMa

VY Canis Majoris (VY CMa) is een type M superreus of hyperreus in het sterrenbeeld Grote Hond (Canis Major). Het is een van de grootste sterren die in het heelal zijn ontdekt. De straal van de rode ster is ongeveer 1420±120 maal zo groot als die van onze zon, waardoor onze zon er enkele miljarden malen in zou passen.
Het is een van de lichtsterkste rode sterren van het nabije heelal. VY CMa is een halfregelmatige veranderlijke; haar schijnbare helderheid varieert tussen magnitude 6,5 en 9,6 (maar is soms ook zwakker). De ster heeft een lichtkracht van 270 000 L☉, hetgeen echter niet in de buurt komt van een LBV als Cygnus OB2-12 (6,3 miljoen L☉). Zowel de omvang als de helderheid zijn echter nog altijd onderwerp van discussie (en twijfel) binnen de wetenschappelijke wereld.

## De aard van VY Canis Majoris
De eerste bekende notering van VY Canis Majoris is in de sterrencatalogus van Jérôme Lalande op 7 maart 1801. In de catalogus staat dat VY CMa een magnitude 7-ster is. Latere studies over de schijnbare magnitude gedurende de 19e eeuw tonen dat de ster aan het vervagen is sinds 1850. Sinds 1847 staat VY CMa bekend als een hyperreus. Gedurende de 19e eeuw hebben wetenschappers ten minste 6 verschillende componenten gemeten bij VY CMa, dat zou kunnen betekenen dat het om een meervoudige ster gaat. Deze afzonderlijke componenten staan nu bekend als heldere gebieden in de omringende nevel. Observaties in 1957 met hogeresolutiefoto’s toonden aan dat VY CMa geen dubbelster is.
VY CMa is een sterk lichtgevende rode hyperreus met een temperatuur van ongeveer 3000 K, wat hem een plek geeft in de rechterbovenhoek van de Hertzsprung-Russelldiagram, wat ook meteen suggereert dat het een geëvolueerde ster is. Gedurende het grootste deel van zijn bestaan zal het een O-klassester zijn geweest, met een massa van ongeveer 30 tot 40 M☉.

## VY Canis Majoris in de sterrenhemel
Amateurastronomen die, met behulp van telescopen, op zoek willen gaan naar VY Canis Majoris kunnen de open sterrenhoop NGC 2362 gebruiken als gids. Deze opvallende sterrenhoop, ook bekend als de Tau Canis Majoris cluster, waarvan de helderste ster Tau Canis Majoris (τ CMa, of 30 CMa) de bijnaam Mexican jumping star heeft gekregen, staat ongeveer een graad ten noordwesten van VY Canis Majoris. Beide objecten, VY CMa en τ CMa, bevinden zich in een betrekkelijk sterrenrijk gebied in het (vanaf de aarde) zichtbare deel van het melkwegstelsel.

## Externe links

Nevel rond VY CMa

De Zon in vergelijking met VY Canis Majoris